# Guam zászlaja
Guam zászlaja Guam egyik nemzeti jelképe.

## Története
A zászlóterv alapelemeit már 1917. július 4-én elfogadták. 1948-ban keskeny vörös szegéllyel egészítették ki.

## Leírása
A kék szín a Csendes-óceánt jelenti. A pecsét az őslakos chamorrók parittyájára hasonlít, amelyet a vadászatkor és háborúban is használtak; a kormányzat nyújtotta védelem, illetve a kormányzat kitartásának a szimbóluma. A pecséten jellegzetes guami táj figyelhető meg (az Agana folyó torkolatából nézve).
A magányos kókuszpálmát nem döntötte ki az 1918-as pusztító tájfun, így a kitartás, a bátorság, az erő és a hasznosság szimbóluma lett (a kókuszpálma egyébként a sziget legfontosabb haszonnövénye). A távolban a „Szerelmesek foka”, amely a jó ügyhöz való hűség jelképe. A legenda szerint egy szerelmespár a mélybe vetette magát a szikláról, hogy ne kelljen mással házasságot kötniük.
A vitorlás csónak az őslakos chamorrókat idézi, akik messze földön híres hajósok. A csónak a bátorság és az ügyesség jelképe, azé az ügyességé, amellyel az ember a legtöbbet ki tudja hozni a környezet nyújtotta lehetőségekből.